# Kostelní Lhota

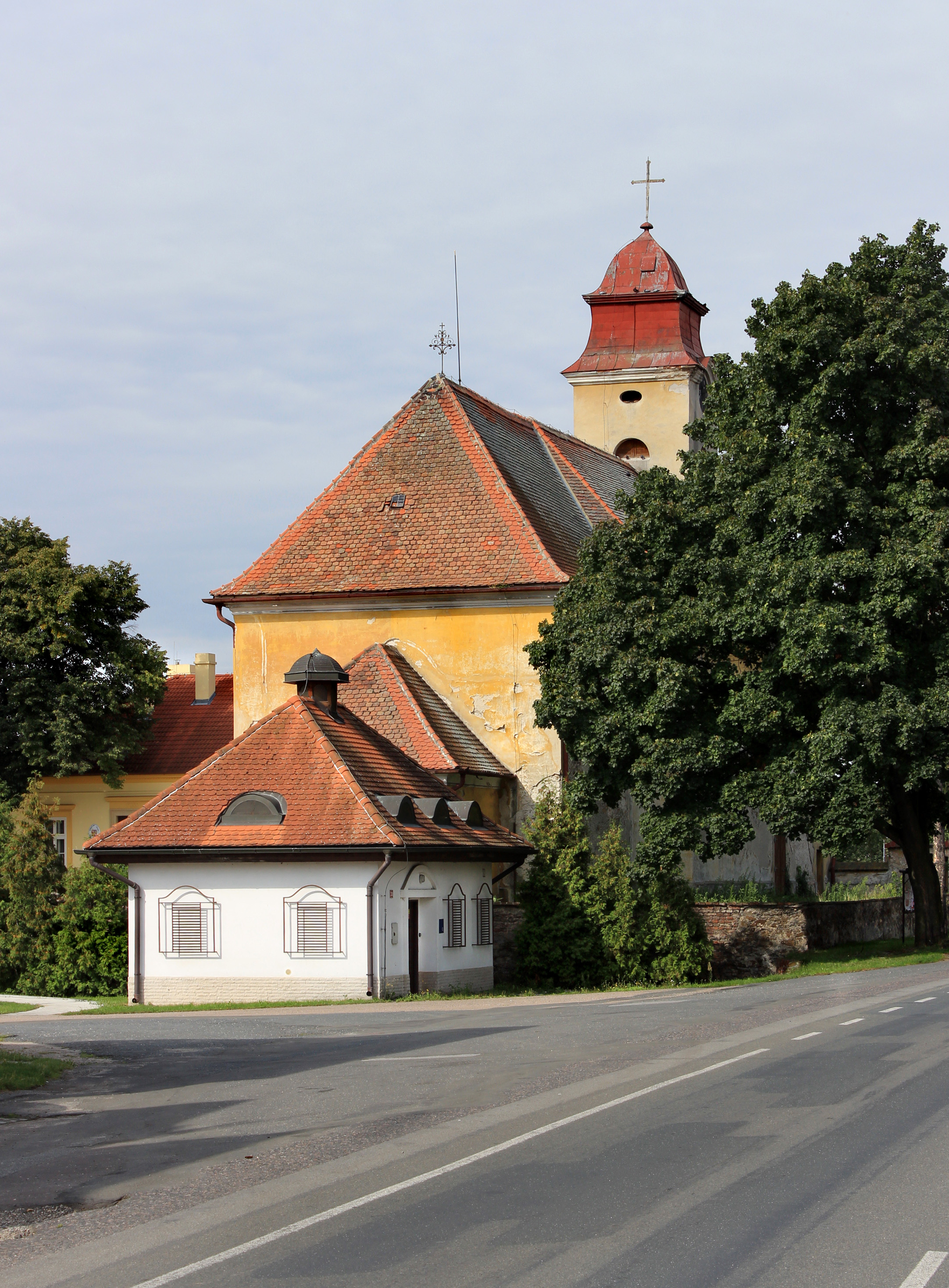
Kirche

Kostelní Lhota (deutsch Kostelni Lhota, 1939–45 Kirchenlhota) ist eine Gemeinde in Tschechien. Sie liegt sieben Kilometer westlich von Poděbrady und gehört zum Okres Nymburk.

## Geographie
Kostelní Lhota befindet sich zwischen den Flüssen Šembera und Výrovka und der Elbe auf der Böhmischen Tafel. Südlich führt die Autobahn D11/Europastraße 67 vorbei. Im Westen verläuft die Eisenbahn von Prag nach Nymburk.
Nachbarorte sind Hořátev im Norden, Polabec im Nordosten, Písková Lhota im Osten, Vrbová Lhota im Südosten, Pečky und Velké Chvalovice im Süden, Milčice und Kačín im Südwesten, Třebestovice und Sadská im Westen sowie Zvěřínek im Nordwesten.

## Geschichte
Nachdem Boček I. von Podiebrad 1351 durch Heirat die Herrschaft Poděbrady erworben hatte, begann er mit der Besiedlung des unwegsamen Sumpflandes an der Výrovka. 1354 gründete er die Ansiedlung Lhota und ließ eine Kirche errichten.
Nach der Aufhebung der Patrimonialherrschaften bildete Kostelní Lhota ab 1850 eine Gemeinde im Bezirk Poděbrady. 1876 wurde die Kirche renoviert. Am 2. und 3. März 1912 weilten Erzherzog Karl und seine Gattin Zita auf der Reise zur Garnison Stará Boleslav als Gast beim Pfarrer František Wolf. Im Jahre 1942 entstand die neue örtliche Schule. Seit 1961 gehört die Gemeinde zum Okres Nymburk.
Im Jahr 2022 wurde Kostelní Lhota als „Dorf des Jahres der Tschechischen Republik“ ausgezeichnet und war 2024 Sieger im europäischen Dorferneuerungspreis.

## Sehenswürdigkeiten
- Kirche Mariä Himmelfahrt, erbaut 1354

## Persönlichkeiten
Söhne und Töchter der Gemeinde:
- Josef Musil (1932–2017), Volleyballspieler und 2004 zum Ehrenbürger ernannt.
- Stanislav Vopasek (1935–2006), tschechischer Bergbau-Historiker

In der Gemeinde lebten und wirkten:
- Ota Hofman (1928–1989): Der Drehbuchautor wuchs in Kostelní Lhota auf und besuchte die dortige Schule. Er engagierte sich stark im Dorf; mit seiner Unterstützung wurde der örtliche Volleyballverein neugegründet.